# Cribado

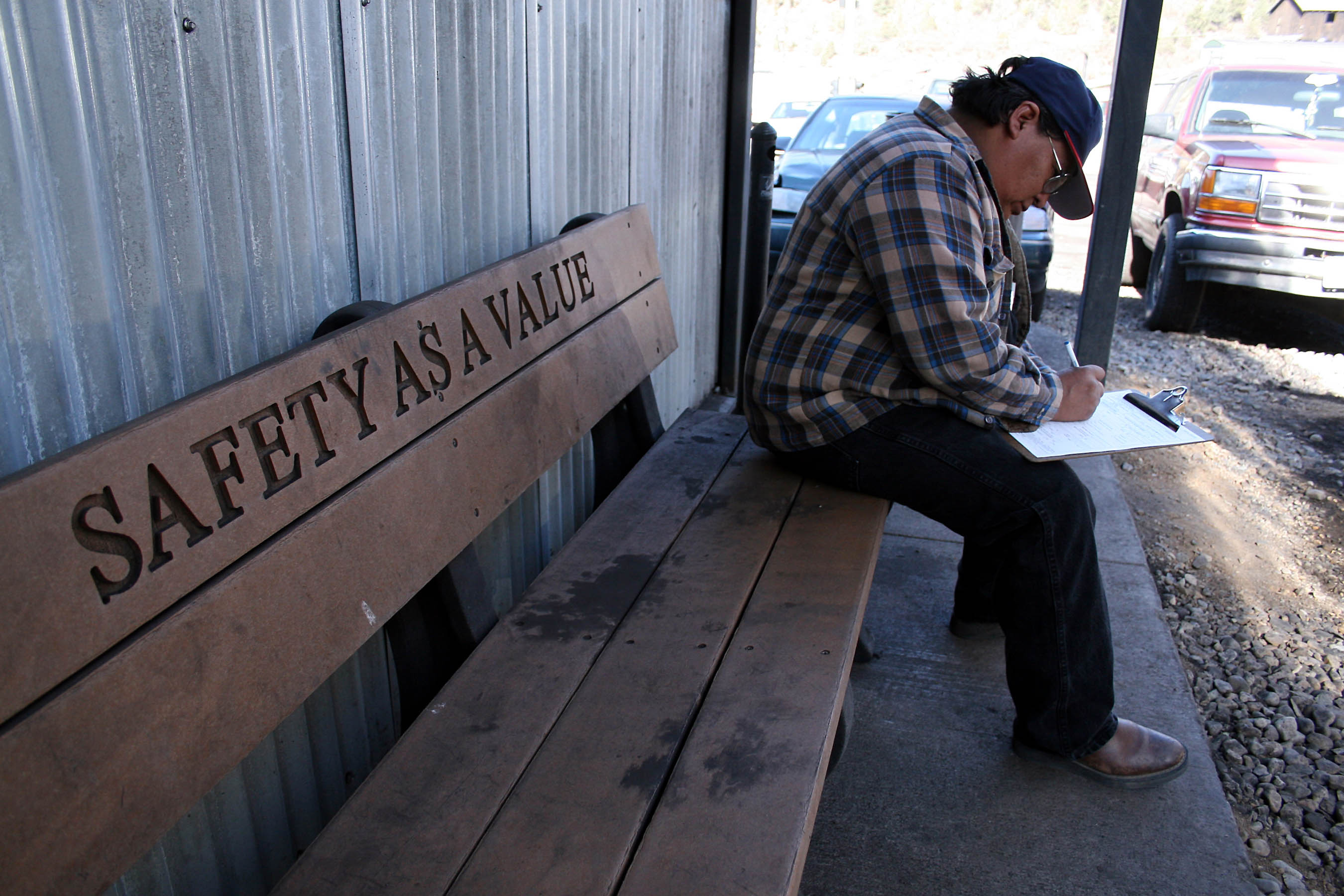
Minero de carbón en Colorado completando el papeleo para el Programa de Vigilancia de la Salud Mejorada de los Trabajadores del Carbón (examen de pulmón negro)

Cribado en medicina es una estrategia aplicada sobre una población para detectar una enfermedad en individuos sin signos o síntomas de esa enfermedad. 
La Real Academia Nacional de Medicina de España acepta como sinónimos de cribado: criba, cribaje, despistaje, detección sistemática, examen colectivo, identificación sistemática, screening (es un anglicismo) y tamizaje.

## Objetivo
La intención del cribado es identificar enfermedades de manera temprana dentro de una comunidad. Esto permite la rápida gestión e intervención con la esperanza de que se reduzcan los efectos (dolor, fallecimiento) provocados por la enfermedad.

## Criterios de Frame y Carlson
Para que una determinada medida preventiva sea denominada como cribado debe cumplir con los criterios de Frame y Carlson: 
- que la enfermedad buscada sea una causa común de morbimortalidad (enfermedad prevalente);
- que sea detectable en etapa presintomática;
- las pruebas diagnósticas deben ser efectivas y eficaces (sensibilidad y especificidad aceptables);
- el tratamiento temprano debe ser mejor que en la etapa sintomática;
- y el daño potencial de la intervención debe ser menor que en el tratamiento no precoz.

## Ejemplos
- Prueba de Papanicolaou
- Mamografía

## Críticas
Los cribados no disminuyen la incertidumbre clínica, no son inocuos para la salud de la población, y conllevan un coste económico a considerar.